# Akercocke
Akercocke es una banda británica de blackened death metal conocida por sus fuertes letras sexuales, satánicas, mitológicas y blasfemas, por su metal extremo complejo, y por llevar trajes formales en sus conciertos en vivo, videoclips y fotos promocionales.
Tras haber anunciado su separación en 2012 la banda quedó inactiva por tiempo indefinido y sus miembros se dispersaron en diferentes proyectos musicales. En mayo de 2016 anuncian una gira por Reino Unido siendo este el retorno de la banda.

## Biografía
La banda fue formada en 1997 por Jason Mendonça y David Gray. Los dos habían sido amigos en el pasado, y habían tocado en Salem Orchid hasta 1992, cuando aquella banda se desintegró. 
Pronto añadieron al segundo guitarrista Paul Scanlan y el bajista Peter Theobalds y al argentino, Martín Bonsoir en los teclados y samples. Lanzaron su primer álbum de manera independiente, titulado Rape of the Bastard Nazarene, en 1999; después de que este disco encontró algún éxito, fueron fichados por la discográfica underground Peaceville Records. 
Su debut con la disquera se titularía The Goat of Mendes (2001), con una carátula en la que aparecía una representación de la Cabra de Mendes junto a una joven desnuda, mientras que en el 2003, bajo Earache Records, lanzaron Choronzon.
Al tiempo el guitarrista Paul Scanlan se alejó de Akercocke. 
Según la biografía de la banda, Scanlan fue despedido de la banda por no ser dedicado, y por contribuir a la mala atmósfera que tenía la banda en general. 
Su reemplazo fue Matt Wilcock, anteriormente integrante de la banda australiana The Berzerker.
Words That Go Unspoken, Deeds That Go Undone fue lanzado en Gran Bretaña y Europa en octubre de 2005, y en los Estados Unidos en febrero de 2006.
Para promover el álbum, Akercocke realizó un tour con Mortician y Blood Red Throne por Europa. 
Antes de esto, ellos habían tocado cuatro shows en Gran Bretaña para promover el nuevo trabajo, apoyados por la banda death metal inglesa Ted Maul.
El 18 de enero de 2007 Peter Theobalds abandonó el grupo, citando diferencias personales, y fue substituido por Peter Benjamin de la banda Corpsing. Theobalds abandonó la escena musical para centrarse en la cinematografía.
Akercocke lanzó su quinto álbum, Antichrist, el 28 de mayo de 2007. Este será su último álbum con Earache Records, debido a que sólo firmaron un contrato por 3 álbumes. 
Un vídeo fue lanzado para la canción "Axiom", dirigido por Erica Herbert de HSI London, considerado "una excursión hermosa, única y visual" por Jason Mendonça.
El lanzamiento del álbum Antichrist resultó en controversia con grupos cristianos, sobre todo en América, donde una planta de impresión rechazó imprimir la carátula del CD. Un representante de Earache dijo que esto era porque ellos rechazan imprimir "materiales satánicos". 
Jason Mendonça comentó diciendo que él no encontró el folleto "abiertamente anticristiano", y el rechazo a imprimirlo fue algo "realmente feo".
La banda también cosechó controversia en Irlanda del Norte, cuando programaron una fecha de viaje a Belfast el 18 de mayo de 2007 y fueron invitados a un programa de debates de la BBC1, "Nolan Live" el 16 de mayo de 2007 para defender su derecho a tocar su música en el país tras el rechazo de la opinión pública. 
En el programa recibieron críticas de los grupos cristianos que creyeron que extendían un mensaje peligroso a la juventud de Irlanda del Norte.
El 4 de agosto de 2007 la banda tocó un concierto especial por su 10º aniversario en "The Underworld" de Londres que, como se creía, era filmado para un eventual CD en vivo y el lanzamiento de un DVD para futuro próximo.
Sin embargo los últimos años de la década de 2000 encontraron a Akercocke en una semi-inactividad, y la banda se terminó separando oficialmente en 2012, tras dos conciertos en Francia y Noruega.

## Regreso
Finalmente el 6 de mayo de 2016 la banda anuncia a través de Facebook su retorno a la actividad y su primera gira tras el separamiento llamada Akercocke: Renaissance in Extremis Tour 2016. Además en el anuncio de su regreso presentan su nuevo sitio web oficial.

## Miembros

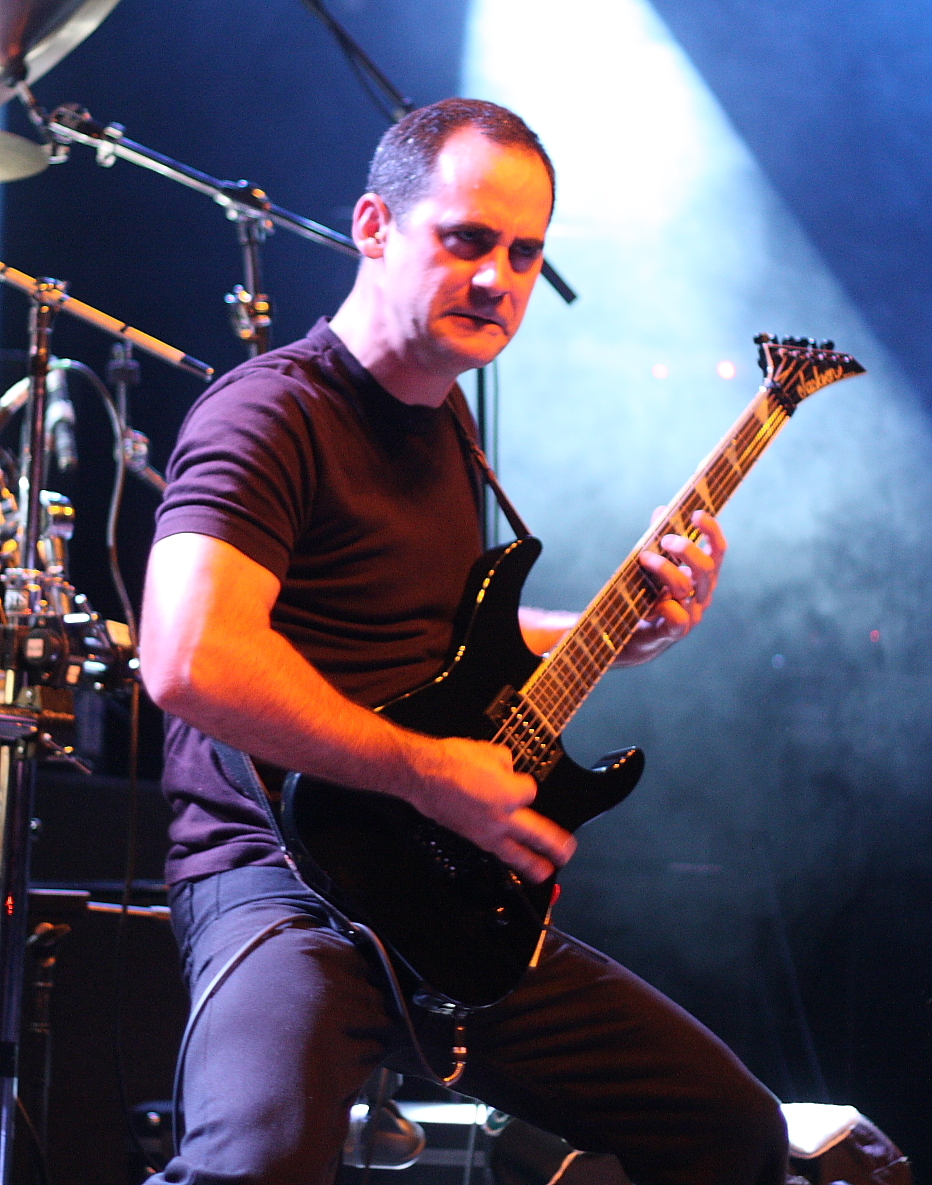
Jason Mendonça uno de los miembros fundadores

- Jason Mendonça - vocalista, guitarra
- David Gray - batería
- Paul Stanlan - guitarra
- Nathanael Underwood - bajo

## Antiguos miembros

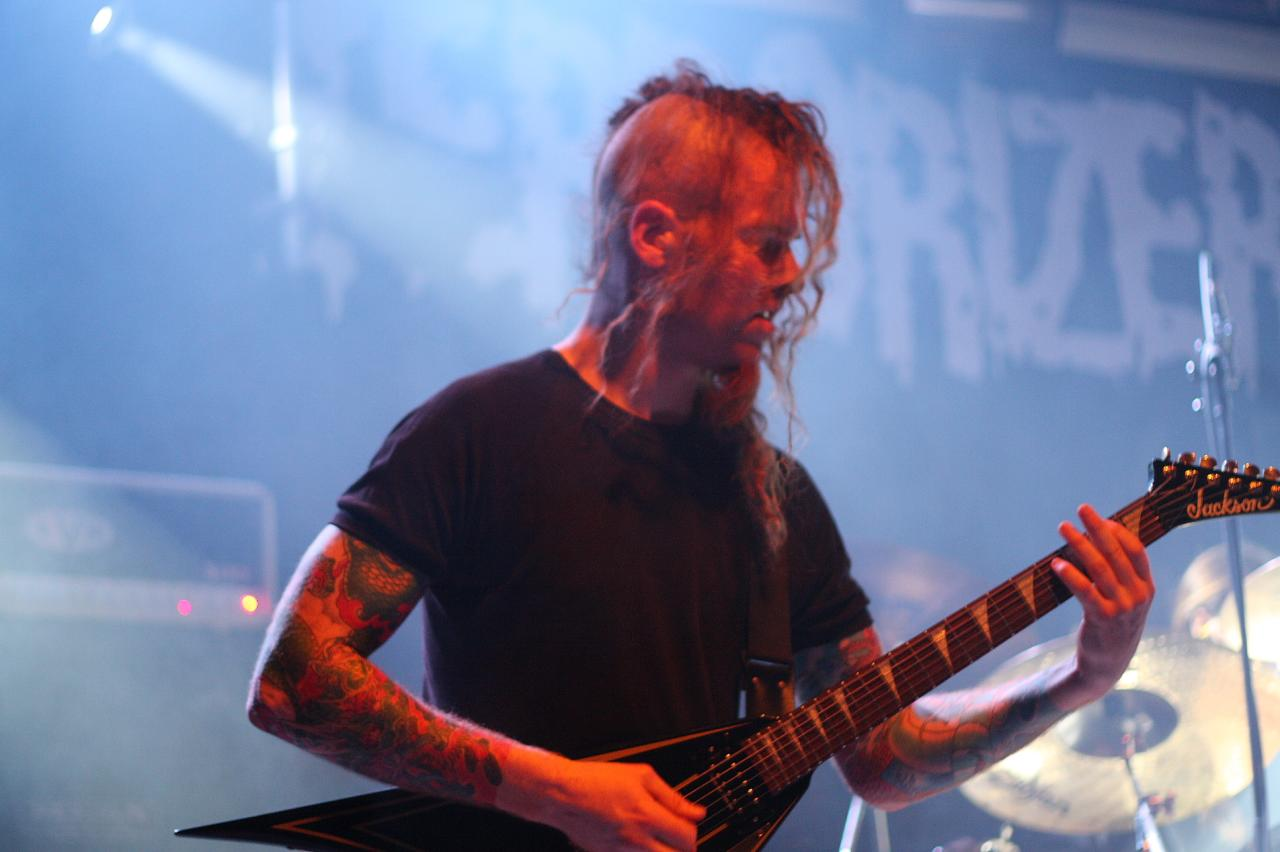
Matt Wilcock actuando en vivo en Damnation Festival, 2009

- Martín Bonsoir - violonchelo, teclado (1997-2003)
- Matt Wilcock - guitarra (2005-2010)
- Dan Knight - guitarra (2010-2012)
- Peter Theobalds - bajo (1997-2007)
- Daniel "The Ritz" Reeves - teclados (2001-2006)
- Peter Theobalds - bajo (1997-2007)
- Peter Benjamin - bajo (2007-2012)
- Tanya Kemp - voces
- Nicola Warwick - voces
- Vanessa Gray - violín

## Discografía
- Rape of the Bastard Nazarene (1999)
- The Goat of Mendes (2001)
- Choronzon (2003)
- Words That Go Unspoken, Deeds That Go Undone (2006)
- Antichrist (2007)
- Renaissance in Extremis (2017)

## Videografía
- "The Goat"
- "Horns of Baphomet"
- "Infernal Rites"
- "Leviathan"
- "Axiom"